# اسیگل
اسیگل (به لاتین: Acıgöl) یک سکونتگاه مسکونی در ترکیه است که در استان نوشهر واقع شده‌است.

## خصوصیات
اسیگل ۱٬۲۵۶ متر بالاتر از سطح دریا واقع شده‌است.